# Laguna de El Portil
Laguna de El Portil este o arie protejată (sit de importanță comunitară — SCI) din Spania întinsă pe o suprafață de 1.265,6 ha, integral pe uscat.

## Localizare
Centrul sitului Laguna de El Portil este situat la coordonatele 37°13′24″N 7°02′48″W / 37.2233°N 7.0467°V.

## Înființare
Situl Laguna de El Portil a fost declarat sit de importanță comunitară în decembrie 1997 pentru a proteja 2 specii de plante și 54 de specii de animale.

## Biodiversitate
Situată în ecoregiunile marină Atlantică și mediteraneană, aria protejată conține 12 habitate naturale: Dune cu vegetație ierboasă Malcolmietalia, Pajiști umede mediteraneene cu ierburi înalte de Molinio-Holoschoenion, Dune cu tufărișuri sclerofile Cisto-Lavenduletalia, Pajiștile Spartina (Spartinion maritimae), Dune de coastă cu Juniperus spp., Iazuri temporare mediteraneene, Dune împădurite cu Pinus pinea și/sau Pinus pinaster, Galerii și tufărișuri riverane sudice (Nerio-Tamaricetea și Securinegion tinctoriae), Dune de coastă fixe cu vegetație erbacee („dune gri”), Lagune de coastă, Tufărișuri termo-mediteraneene și de pre-deșert, Depresiuni intradunale umede.
La baza desemnării sitului se află mai multe specii protejate:
- plante (2): Gaudinia hispanica, Thymus carnosus
- păsări (49): fluierar de munte (Actitis hypoleucos), rață sulițar (Anas acuta), rață pitică (Anas crecca), rață mare (Anas platyrhynchos), stârc roșu (Ardea purpurea), stârc galben (Ardeola ralloides), ciuf de câmp (Asio flammeus), rață-cu-cap-castaniu (Aythya ferina), rața moțată (Aythya fuligula), rață roșie (Aythya nyroca), Bubulcus ibis, fugaci mic (Calidris minuta), prundăraș de sărătură (Charadrius alexandrinus),  prundaș gulerat mic (Charadrius dubius), chirighiță neagră (Chlidonias niger), barză albă (Ciconia ciconia), erete de stuf (Circus aeruginosus), egretă mică (Egretta garzetta), lișiță (Fulica atra), Fulica cristata, găinușă de baltă (Gallinula chloropus), piciorong (Himantopus himantopus), stârc pitic (Ixobrychus minutus), Larus audouinii, pescăruș negricios (Larus fuscus), pescăruș-cu-cap-negru (Larus melanocephalus), Larus michahellis, pescăruș râzător (Larus ridibundus), rață fluierătoare (Mareca penelope), rață pestriță (Mareca strepera), rață cu ciuf (Netta rufina), Oxyura leucocephala, cormoran mare (Phalacrocorax carbo carbo), flamingo roz (Phoenicopterus roseus), lopătar (Platalea leucorodia), țigănuș (Plegadis falcinellus), corcodel-urechiat (Podiceps auritus), corcodel mare (Podiceps cristatus), corcodel-cu-gât-negru (Podiceps nigricollis), Porphyrio porphyrio porphyrio, Spatula clypeata, rață cârâitoare (Spatula querquedula), chiră de baltă (Sterna hirundo), corcodel mic (Tachybaptus ruficollis), chiră de mare (Thalasseus sandvicensis), fluierar negru (Tringa erythropus), fluierar cu picioare verzi (Tringa nebularia), fluierarul de zăvoi (Tringa ochropus), fluierarul cu picioare roșii (Tringa totanus)
- amfibieni (1): Discoglossus galganoi
- mamifere (2): vidră de râu (Lutra lutra), râs iberic (Lynx pardinus)
- reptile (2): țestoasa de baltă (Emys orbicularis), Mauremys leprosa

Pe lângă speciile protejate, pe teritoriul sitului au mai fost identificate 14 specii de plante, 1 specie de păsări.